# 周匝村
周匝村（すさいそん）は、岡山県赤磐郡にあった村。
現在の赤磐市河原屋、草生、周匝、福田に当たる。

## 沿革
- 1889年6月1日 - 町村制施行に伴い、赤坂郡河原屋村、草生村、周匝村、福田村が合併して周匝村が成立。
- 1900年4月1日 - 赤坂郡が磐梨郡と合併し、赤磐郡となる。
- 1954年3月1日 - 赤磐郡佐伯北村、山方村と合併して吉井町となり消滅。

## 現在の様子

### 教育

#### 保育園
- 赤磐市立周匝保育園

#### 中学校
- 赤磐市立吉井中学校

### 交通

#### 鉄道
- 片上鉄道（廃線） : 備前福田駅、周匝駅

#### 道路

##### 高速道路
旧村内を走る高速道路なし

##### 国道
- 国道374号
- 国道484号

##### 県道
- 主要地方道

旧村内を走る主要地方道なし
- 一般県道
  - 岡山県道265号周匝久米南線
  - 岡山県道351号藤原吉井線

## 河川・山岳

### 河川
- 吉井川

## 寺院・神社

### 神社
- 熊野神社
- 諏訪神社
- 八幡宮

## 史跡
- 茶臼山城